# تفاح آرليت

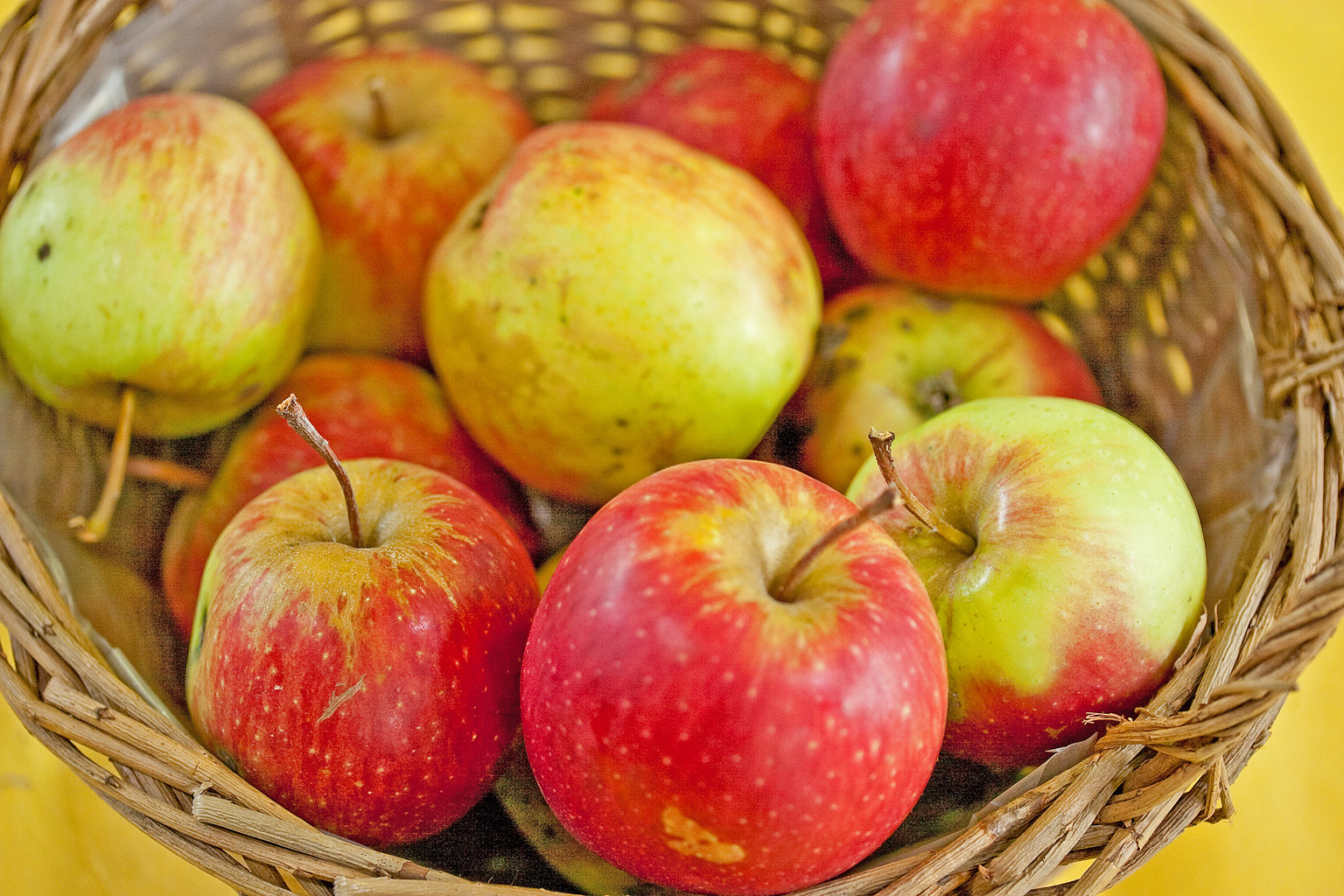
تفاحة آرليت.

تفاح آرليت ويعرف أيضا باسم تفاح جولييت، بالحرف اللاتيني (Arlet) هو اسم صنف تفاح محلي عرف في سويسرا.

## المواصفات
- الحجم: متوسط.
- لون القشرة: أحمر.
- لون اللب: كريمي، crème.[1]